# Elacatinus jarocho
Elacatinus jarocho är en fiskart som beskrevs av Taylor och Akins 2007. Elacatinus jarocho ingår i släktet Elacatinus och familjen smörbultsfiskar. Inga underarter finns listade i Catalogue of Life.